# Jean-Jacques Meusy
 (janvier 2023).
Jean-Jacques Meusy (né en 1939) est un historien français du cinéma spécialisé dans l'histoire de l'exploitation en France : salles de cinéma, architecture, publics, exploitants, économie, techniques particulières ayant une incidence sur l'exploitation.

## Biographie
Licencié-ès-sciences, titulaire d'un DES et d'un doctorat d'État (1972), entré au CNRS en 1963, il est promu Directeur de recherche en 1988.
Depuis 1980, il dispose de la carte de réalisateur de courts métrages délivrée par le CNC. Il a travaillé avec l'agence photographique Pitch, fondée par François Bel[réf. nécessaire].

## Publications

### Ouvrages (sélection)
- Photo et cinéma sous-marins (en collaboration avec Serge de Sazo), éditions Paul Montel, 1970.
- Le Monde sous-marin et son image, éditions Paul Montel, 1979.
- La Science à l'écran (sous la direction de Jean-Jacques Meusy), Paris, CinémAction, 38, 1986.
- L’Auteur du film : description d’un combat (en collaboration avec Jean-Pierre Jeancolas et Vincent Pinel), Arles, Institut Lumière / Actes Sud 1996, p. 13-48, 13×20  (ISBN 2-7427-0866-9).
- Paris-Palaces ou le temps des cinémas (1894-1918), Paris, CNRS Éditions, 1995 et deuxième édition revue et corrigée 2002 (première édition : 1995), 561 pages, 21×27, illustrations noir et blanc et couleurs  (ISBN 2-271-05361-7). Prix Catenacci 2003 de l'Académie des Sciences morales et politiques ().
- Cinquante ans d’industrie cinématographique (1906-1956). Études économiques du Crédit Lyonnais présentées par Jean-Jacques Meusy, Archives économiques du Crédit Lyonnais, Paris, Le Monde édition - Association d’économie financière, 1996, 16×20, 596 pages  (ISBN 2-87899-140-0).
- La Bellevilloise. Une page de l’histoire de la coopération et du mouvement ouvrier français (sous la direction de Jean-Jacques Meusy), Grâne, Créaphis, 2001, 240 pages, 21x24  (ISBN 2-913610-14-5).
- Le CinémaScope entre art et industrie (sous la direction de Jean-Jacques Meusy), Paris, Association française de recherche sur l’histoire du cinéma, 2004, 19x23, 367 pages  (ISBN 2-913758-83-5).
- Cinémas de France, 1894-1918. Une histoire en images (avec la collaboration de Georges Loisel et André Milcot), Paris, Arcadia, 2009, 300 pages, 23x31, 363 illustrations noir et blanc et couleurs  (ISBN 978-2-913019-61-4).
- Écrans français de l'entre-deux-guerres : I. L'apogée de "l'Art muet", Paris, AFRHC, 2017, 355 pages, 21×27, 403 illustrations noir et blanc et couleur,  (ISBN 978-2-37029-016-8).
- Écrans français de l'entre-deux-guerres : II. Les années sonores et parlantes, Paris, AFRHC, 2017, 260 pages, 21×27, 219 illustrations en noir et blanc et couleurs  (ISBN 978-2-37029-017-5).

### Articles (sélection)
- « Pioniere der Unterwasserphotographie », Nautilus. Documenta Geigy, n°15, 1974, pp. 2-3.
- « Photo et cinéma sous-marins », Science et Vie, numéro hors-série n°118, Photo Ciné 77, pp. 66-85.
- « L’énigme du Cinéorama », Archives, no 37, 1991, p. 1-16. [En ligne sur Academia].
- « Le Musée Grévin et le cinématographe: l’histoire d’une rencontre » (en collaboration avec Vanessa Schwartz), 1895, no 11, 1991, p. 19-48. [En ligne sur Academia].
- « Aux origines de la Société cinématographique des auteurs et gens de lettres (SCAGL): le bluff de Pierre Decourcelle et Eugène Gugenheim », 1895, no 19, 1995, p. 6-17.
- « Le mariage du cinéma et de la réclame », Enjeux - Les Échos, juin 1995, pp. 114-117.
- « Palaces and holes in the wall: conditions of exhibition on the eve of world war I », The Velvet Light Trap, University of Texas Press, no 37, 1996, p. 81-98.
- « L’angoisse de l’historien au moment de l’invasion informatique et télématique », Micro Bulletin, CNRS, no 65, 1996, p. 112-121, et Revue Informatique et Statistique dans les Sciences Humaines (RISSH), Liège, no 1 à 4, 1996, p. 211-223.
- « L’argent du Cinématographe Lumière » (en coll. avec André Straus), dans : Une histoire économique du cinéma français (1895-1995) (Actes du Colloque « Regards croisés sur l’histoire économique du cinéma français, 1895-1995 »), Paris, L’Harmattan, 1997, p. 47-62.
- « Cinéac : un concept, une architecture », Les Cahiers de la Cinémathèque, no 66, 1997, p. 91-121.
- « Les débuts en France de l’American Mutoscope and Biograph Company » (en collaboration avec Paul Spehr), Histoire, Économie et Société, no 4, 1997, p. 671-708.
- « La Polyvision, espoir oublié d’un cinéma nouveau », 1895, no 31 (« Abel Gance, un nouveau regard »), 2000, p. 153-211. [En ligne sur Academia].
- « How cinema became a cultural industry : the big boom in France between 1905 and 1908 », Film History, vol. 14, no 3/4, 2002, p. 418-429.
- « Le Scope fête son cinéma », La Recherche, n°359, décembre 2002, pp. 70-73.
- « Henri Chrétien, Bernard Natan, and the Hypergonar », Film History, vol. 15, no 1, 2003, p. 11-31.
- « La stratégie des Sociétés concessionnaires Pathé et la location des films en France (1907-1908) » in : La firme Pathé Frères 1896-1914 (sous la direction de Michel Marie et Laurent Le Forestier), Paris, Association française de recherche sur l’histoire du cinéma, 2004, p. 21-48.
- « L’orgue de l’Antéchrist. Premier bilan de l’orgue dans les cinémas français », L’Orgue, no 270, 2005, p. 1-95.
- « Local cinema histories in France », Tijdschrift voor Mediageschiedenis (TMG, Amsterdam), 9 « Cinema in Context », 2006, p. 97-109.
- « Les bandes comiques face à l’arrivée des films « kilométriques », 1895, no 61, 2010, p. 149-164.
- « Le Louxor, un palace de quartier des Années folles », dans : Le Louxor, Palais du cinéma (sous la direction de Jean-Marcel Humbert et Philippe Pumain), Bruxelles, AAM Éditions, 2013, p. 16-24.
- « International Meetings and Congresses of the Film Manufacturers held in Paris, 1908-1909. French Viewpoints », www.academia.edu, mars 2016. [En ligne sur Academia].
- Préface au livre de Sharam Abadie, Architectures des salles obscures, Paris, 1907-1939, Paris, Association française de recherche sur l'histoire du cinéma, 2018.
- « Architectes de cinéma. Origine et développement d’une spécialisation professionnelle en France (1906-1939 », Esempi di Architettura, Architectes de cinéma, vol. 6, no 1, 2019, p. 10-29.
- « Sources orales et histoire du cinéma », 1895 revue d’histoire du cinéma, no 92, hiver 2020, p. 9-45 [En ligne sur Wikipedia].
- « Portraits et entretiens. 1- Rencontres avec Angéline Peillon (Studio des Ursulines), 2 et 6 juin 1988 », 1895 revue d’histoire du cinéma, no 92, hiver 2020, p. 115-123.
- « Portraits et entretiens. 2- Visite à Éveline Cauhépé (1915-2004), ancienne directrice du cinéma Le Cardinet et cofondatrice de l'AFCAE, 5 et 6 avril 1989 », 1895 revue d’histoire du cinéma, no 93, printemps 2021, p. 182-204.
- « Portraits et entretiens. 3- Jean-Louis Chéray (1915-1993) et le Studio Parnasse, 18 novembre 1988 », 1895 revue d’histoire du cinéma, no 94, été 2021, p. 166-184.
- "Salle. Les cinémas ne sont pas nés avec le cinéma", Enfin le cinéma ! (sous la dir. de Dominique Païni, Paul Perrin et Marie Robert), Paris, Musée d'Orsay —Réunion des musées nationaux — Grand Palais, 2021, pp. 234-237.
- « Portraits et entretiens. 4- Conversation avec Simone Lancelot, directrice de salles Arts et Essai et de salles X », 1895 revue d’histoire du cinéma, no 96, hiver 2022, p. 186-207.
- Compte rendu de lecture : « Olivier Barancy, Georges Malo. Du promoteur de l’Art nouveau à l’architecte des premières salles de cinéma, Paris, Éditions du Cercle Guimard, 2021, 142 p. », 1895 revue d’histoire du cinéma, no 96, hiver 2022, p. 186-207.
- Compte rendu de lecture : « Frédéric Pillet ; Le Casino et l’histoire du cinéma – Saint-Quentin, Ville de Saint-Quentin (Direction du patrimoine), 2021, 234 p. », 1895 revue d’histoire du cinéma, no 96, hiver 2022, p. 253-254.
- Compte rendu de lecture : « Axel Huyghe et Arnaud Chapuy, préface d’Alain Cavalier, Le Saint-André-des-Arts. Désir de cinéma depuis 1971, 2021, 96 p. », 1895 revue d’histoire du cinéma, no 96, hiver 2022, p. 255.
- « Portraits et entretiens. 5- Entretien avec Yvonne Decaris de la Pagode », 1895 revue d’histoire du cinéma, no 97, été 2022, p. 174-197.
- « Évolution de la séance de cinéma en France, des origines aux années 1920 », La séance de cinéma. Espaces, pratiques, imaginaires (sous la dir. de Manon Billaut et al.), Paris, afrhc, 2022, p. 20-40.
- "Rencontre entre Jean-Jacques Meusy et Laurent Véray", in: Laurent Véray et Laurent Mannoni (sous la dir.), Demandez le programme! Une histoire du cinéma (1894-1930), Grâne, Créaphis Éditions, 2023, p. 25-43.

## Sources
- Rémy Pithon, Vingtième siècle, revue d’histoire, no 52, oct.-déc. 1996, p. 165-167.
- Frank Beau, « Sale temps pour un cliqueur", Cahiers du cinéma, n°508, p. 6.
- Philippe Azoury, Cinémathèque, no 11, printemps 1997, p. 117-121.
- Noël Herpe, « Le Cinémascope entre art et industrie, Jean-Jacques Meusy (sous la dir. de) », Positif, n°519, mai 2004, p. 104.
- Jean A. Gili, 1895, no 62, décembre 2010, p. 185-187.
- Andrés Avila Gomez, « Apuntes acerca de la historia de la arquitectura de cinémas en Paris y en Francia : los estudios de J.-J. Meusy », Palapa, Revista de arquitectura, Universidad de Colima, Mexico, vol. II, no 2, 2014, p. 28-45.
- Annie Musitelli (Entretiens avec Jean-Jacques Meusy à propos de son ouvrage en deux volumes "Écrans français de l'entre-deux-guerres", Site Web de l'Association des Amis du Louxor, Vol. I ("L'Apogée de l'"Art muet""): http://www.lesamisdulouxor.fr/2017/10/ecrans-francais-de-lentre-deux-guerres-i-les-annees-1920/.  Vol. II ("Les Années sonores et parlantes"): http://www.lesamisdulouxor.fr/2017/10/ecrans-francais-de-lentre-deux-guerres-ii-les-annees-1930/
- Lucien Logette, « Jean-Jacques Meusy, Écrans français de l'entre-deux-guerres », Jeune Cinéma, no 384, décembre 2017, p. 112-113
- François de la Bretèque, « Jean-Jacques Meusy, Écrans français de l'entre-deux-guerres », 1895, revue d'histoire du cinéma, no 83, hiver 2017, p. 232-234.
- Emile Breton, « Quand les murs parlent. Écrans français de l'entre-deux-guerres de Jean-Jacques Meusy », L'Humanité, 31 mai 2017.
- F.F., « Écrans français de l'entre-deux-guerres par Jean-Jacques Meusy », L'OBS, 15-21 juin 2017, p. 121.

## Distinctions
- Prix du livre technique de photographie 1980 pour Le Monde sous-marin et son image.
- Prix Catenacci décerné en 2003 par l’Académie des Sciences morales et politiques pour la seconde édition de Paris - Palaces ou le temps du cinéma 1894-1918.
- Médaille d'honneur du CNRS (2004).[réf. nécessaire]